# 黎錦熙
黎錦熙（れい きんき、1890年2月2日 - 1978年3月27日）は、中国の言語学者、教育家、国語運動家。字は劭西。中国語の標準的な口語（国語）の文法を記述した『新著国語文法』によって知られる。

## 生涯
黎錦熙は湖南省湘潭県中路鋪鎮に8男3女の11人兄弟の長男として生まれた。弟にも有名人が多く、次男は流行音楽で有名な黎錦暉（中国語版）、七男は日本でも有名な「夜来香」を作曲した黎錦光（中国語版）である。
1920年代には国語ローマ字の制定にかかわり、国語ローマ字の教育用に『国語模範読本』を編纂した。また、中国大辞典編纂処の総主任をつとめた。
北平師範大学の教授であったが、日中戦争で大学が移転するとそれにともなって奥地に移った。
中華人民共和国が成立すると、文字改革協会（のちに文字改革委員会）のメンバーになった。
文化大革命では当初「反動学術権威」として批判されたが、同郷の毛沢東の湖南時代からの恩師であったため、それほどひどい迫害をされずにすんだ。

## 著作

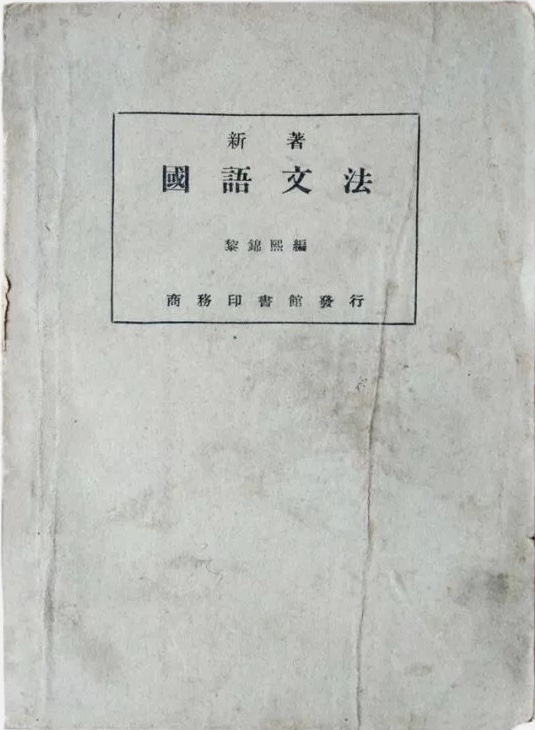
『新著国語文法』

黎錦熙の代表的な著作は『新著国語文法』（1924）である。『馬氏文通』以来、中国の近代的な文法書は文言を対象にしていたが、『新著国語文法』は標準的な口語（国語）を対象としていた。
黎錦熙は文法要素を「字 - 詞（単語）- 語 - 句（文）」の4つのレベルに分け、西洋文法と異なって中国語では句法（統辞論）を中心とする必要があるとした。黎錦熙の特徴的な方法として図解法があり、主語と述語の間を二本線、動詞と賓語（目的語）の間を一本線などで区切った。中国語では主述構造を持つ節がそのまま主語になることがあるが、その場合は二行に分けて、子句（入れ子の文）から母句の主語の位置へ縦線を引くことで図解した。
品詞としては9種類を認めたが、文中で果たす役割によってこれを実体詞（名詞・代詞）、述説詞（主要動詞）、区別詞（形容詞・副詞）、関係詞（介詞・連詞）、情態詞（助詞・嘆詞）の5つに分け、たとえば実体詞は主位（主語の位置）・賓位・補位・領位・副位・同位・呼位の7つの位置に置くことができるとした。
『新著国語文法』は中華民国の中学校の文法教科書として使用された。日本でも戦時中に重用され、邦訳もされている。
- 黎錦熙 著、大阪外国語学校 大陸語学研究所 訳『黎氏支那語文法』甲文堂書店、1943年。

（六角恒廣 編『中国語教本類集成』 第7集第3巻、不二出版、1996年。に収録）
1933年には文言を主な対象とした『比較文法』を出版した。倉石武四郎・伊地智善継による邦訳（年代不詳、謄写版）がある。
1934年には『国語運動史綱』を出版した。中華人民共和国の成立以前の中国の文字改革や言文一致の運動を知るための重要な著作である。